# Cryphaea heteromalla
Cryphaea heteromalla (deutsch Einseitwendiges Verstecktfruchtmoos) ist eine Laubmoos-Art aus der Familie Cryphaeaceae. Es wurde von den Mitgliedern der Bryologisch-lichenologischen Arbeitsgemeinschaft für Mitteleuropa e. V. (BLAM) zum Moos des Jahres 2019 gewählt.

## Merkmale
Diese Art bildet lockere Rasen und wächst meist an Laubbäumen. Sie hat kriechende Primärsprosse mit aufgerichteten Ästen (Sekundärsprosse).
Die Äste sind 1,5 bis 2, höchstens 3 Zentimeter lang und sind nicht oder wenig verzweigt. Die Blätter der Äste sind breit eiförmig, scharf zugespitzt und ganzrandig, trocken anliegend, feucht aufrecht abstehend. Die kräftige Blattrippe endet in der oberen Blatthälfte. Die Blattzellen sind oval bis rhombisch und um 14 Mikrometer lang, neben der Rippe länger.
Sporogone sind regelmäßig vorhanden, sie sitzen an kurzen Seitentrieben der Äste. Die Kapseln sind in die lang ausgezogenen Perichaetialblätter eingesenkt. Die Geschlechterverteilung ist autözisch.

## Standortansprüche und Verbreitung
Cryphaea heteromalla wächst epiphytisch an Stämmchen oder Ästen von Laubbäumen, selten wurde sie auch auf Beton beobachtet. Bevorzugt werden lichtreiche bis halbschattige und luftfeuchte Lagen im Flach- und Hügelland.
Vorkommen dieser Art gibt es in Europa vor allem im westlichen und südlichen Teil, weitere werden von Nordafrika, den Azoren und Kanaren und von Nordamerika angegeben.
In Deutschland liegt die Hauptverbreitung hauptsächlich im Westen, in Rheinland-Pfalz, Saarland und Teilen von Baden-Württemberg. In anderen Bundesländern ist die Art selten oder fehlt ganz. In der Schweiz kommt sie im Westen und Norden eher selten vor. In Österreich wurde sie in den letzten Jahren (2014) zum ersten Mal nachgewiesen. In den genannten Ländern hat Zahl der Nachweise in jüngster Zeit deutlich zugenommen und es ist eine leichte Ausbreitungstendenz in Richtung Osten festzustellen.